# Trichesthes yucateca
Trichesthes yucateca är en skalbaggsart som beskrevs av Bates 1889. Trichesthes yucateca ingår i släktet Trichesthes och familjen Melolonthidae. Inga underarter finns listade i Catalogue of Life.